# Marvel szuperhősök: A galaxis őrzői: A Thanos fenyegetés
Marvel szuperhősök: A galaxis őrzői: A Thanos fenyegetés (eredeti cím: Lego Marvel Super Heroes – Guardians of the Galaxy: The Thanos Threat) 2017-es amerikai LEGO akciófilm, amelyet Michael D. Black rendezett.
A film producerei Leslie Barker és Joshua Wexler. A forgatókönyvet Mark Hoffmeier írta. A film zeneszerzői David Wurst és Eric Wurst. A film gyártója a Marvel Entertainment, a Pure Imagination Studios és a Lego Csoport, forgalmazója a Disney XD.
Amerikában 2017. december 9-én mutatta be a Disney XD. Magyarországon a 2020. augusztus 28-án mutatta be az HBO Go.

## Cselekmény
A Galaxis Őrzői feladata, hogy átadják az Építőkövet – amely képes bármit megépíteni – a Bosszúállóknak. Közben Yondu és a Fosztogatók elől is menekülnek, mivel ők lopták el Ronantól. Az Őrzőknek sikerül Yondu elől elmenekülni, de Ronan és Nebula egy portálon keresztül utoléri őket. Míg Ronan és Yondu veszekednek, az Őrzők elmenekülnek. Mordály, Drax és a kicsi Groot a portálba ragadnak, így Peternek és Gamoranak kell kimenekítenie a követ, ám Ronan megtámadja őket, de legyőzik. Közben Yondu ellopja a követ.
Gamora Thanos hajójára zuhan, ahol Drax-szel megpróbálják elpusztítani Thanost, de elmenekül. Quillnek sikerül megtalálni Mordályt, de őket sarokba szorítja Ronan, Yondu és Sokkolóarc. Az ellenségeket a gammasugas Groot legyőzi. Mantis erejének köszönhetően Groot normális lesz. Mentis, Mordály és Quill pedig csatlakoznak a többiekhez.
Quill Nebulát, a Fosztogatókat és Thanost egy portálba küldi. Ronan pedig egy űrszörny elől menekül. Végül Quill átadja Thornak az Építőkövet.

## Szereplők
| Szereplő             | Eredeti hang             | Magyar hang        |
| -------------------- | ------------------------ | ------------------ |
| Ronan                | Jonathan Adams           | Galambos Péter     |
| Mordály              | Trevor Devall            | Galbenisz Tomasz   |
| Peter Quill / Űrlord | Will Friedle             | Miller Zoltán      |
| Mantis               | Jennifer Hale            | Bogdányi Titanilla |
| Gamora               | Vanessa Marshall         | Solecki Janka      |
| Groot                | Kevin Michael Richardson | Dézsy Szabó Gábor  |
| Thanos               | Isaac C. Singleton Jr.   | Kőszegi Ákos       |
| Drax                 | David Sobolov            | Ifj. Jászai László |
| Nebula               | Cree Summer              | Varga Gabriella    |
| Yondu                | James Arnold Taylor      | Szokol Péter       |
| Thor                 | Travis Willingham        | Crespo Rodrigo     |
| Sokkolóarc           | Travis Willingham        | Varga Rókus        |
| Stan Lee             | Stan Lee                 | Kajtár Róbert      |

### Magyar változat
- Magyar szöveg: Boros Karina
- Hangmérnök: Salgai Róbert
- Vágó: Pilipár Éva
- Gyártásvezető: Németh Piroska
- Szinkronrendező: Molnár Ilona
- Produkciós vezető: Marjay Szabina

A szinkront az HBO megbízásából az SDI Media Hungary készítette.